# アルフィー (2004年の映画)
『アルフィー』（Alfie）は、2004年に公開された英米の製作の映画。1966年の同名映画のリメイク。1966年版はロンドンが舞台だが、こちらはニューヨークが舞台になっている。

## ストーリー
ニューヨークに住むイギリス人のアルフィー・エルキンズは、リムジンの運転手をしながら「完璧な人生」を捜し求めていた。アルフィーはジュリーという恋人がいるにもかかわらず、次から次に様々な女性と一夜限りの関係を楽しんでいた。

## キャスト
※括弧内は日本語吹替
- アルフィー・エルキンズ[注釈 1] - ジュード・ロウ（内田夕夜）
- ジュリー - マリサ・トメイ（安藤麻吹）
- マーロン - オマー・エップス（山野井仁）
- ロネット - ニア・ロング（藤貴子）
- ドリー - ジェーン・クラコウスキー（まるたまり）
- リズ - スーザン・サランドン（藤田淑子）
- ニッキー - シエナ・ミラー（永島由子）
- ウィン - ゲディ・ワタナベ（いずみ尚）
- アダム - スティーヴン・ギャガン

## 備考
- ジュード・ロウとシエナ・ミラーは、この作品で出会い婚約をしたが、2006年に破局した。